# Kudzu
Kudzu (Pueraria montana var. lobata) is een veelgekweekte, eetbare, snelgroeiende, overblijvende klimplant uit de vlinderbloemenfamilie, die van nature voorkomt in het zuiden van Japan en het zuidoosten van China. De naam komt van het Japanse “kuzu” (葛), wat rankende klimplant betekent. Andere soorten uit het geslacht Pueraria komen voor in Zuidoost-Azië. In de Verenigde Staten en in Australië is Pueraria montana een problematische invasieve soort.

## Kenmerken
Het is een klimmende houtige of halfhoutige overblijvende klimplant, die 20 tot 30 m lang kan worden. Hij klimt in bomen en kruipt over lagere vegetatie. Het is een bladverliezende plant. De bladeren zijn afwisselend geplaatst en samengesteld. De bladsteel is 10–20 cm lang. De drie deelbladeren zijn 14–18 cm lang en 10 cm breed. De deelbladeren zijn twee- tot drielobbig en aan de onderkant donzig behaard.
De bloemen groeien in 10–25 cm lange pluimen, die uit 30 tot 80 individuele bloemen bestaan. Elke bloem is 1–1,5 cm lang, paars en geurig. De bloemen produceren veel nectar en worden bezocht door veel insecten zoals bijen, vlinders en motten. De plant bloeit laat in de zomer, wat wordt gevolgd door de productie van harige, platte peulvruchten, die drie tot tien harde zaden bevatten.

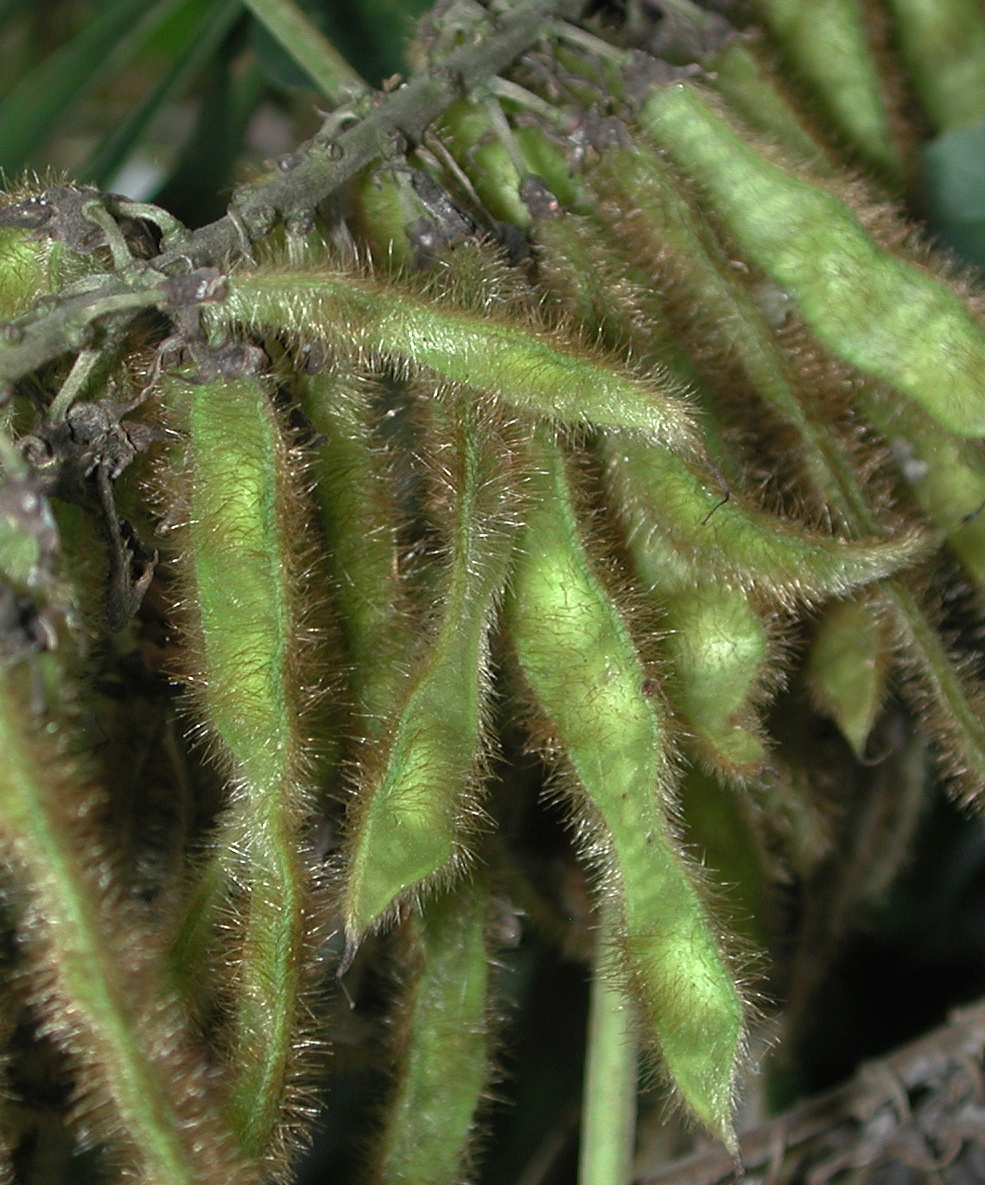
Peulen

De kudzu is een zeer snel groeiende plant, die 20 meter per seizoen kan groeien met een groeisnelheid van 30 cm per dag. Deze krachtige klimplant kan langer dan 30 meter worden. De stengels zijn 1–10 cm in diameter. De wortels van de kudzu zijn vlezig met massieve penwortels. De penwortels zijn 10–20 cm of meer in diameter en 1–2 m of meer in lengte. Ze kunnen meer dan 180 kg wegen. Meer dan 30 stammen kunnen uit één wortelstelsel groeien.

## Habitat
Kudzu kan groeien onder veel verschillende condities en in verschillende grondtypen. Kudzu groeit vaak bij bosranden, verwilderde velden, wegbermen en stedelijke gebieden op plaatsen met veel zonlicht. Kudzu groeit het best op plaatsen waar de wintertemperaturen niet beneden de –15 °C komen, gemiddelde zomertemperaturen vaak boven de 27 °C uitkomen en de jaarlijkse regenval meer dan 1000 mm bedraagt. Op plaatsen waar de temperaturen beneden de –15 °C dalen, zal de plant tot de grond toe afsterven, maar de plant kan dan in de lente vanuit de wortels terugkomen.

## Invasieve uitheemse soort
In de zuidoostelijke staten van de Verenigde Staten en in het noordoosten van Australië is de kudzu een invasieve soort en een onkruid, dat daar explosief groeit door de bijna ideale omstandigheden. Veel geld en moeite worden besteed om de kudzu te bestrijden. Het overgroeit wegen, bruggen, hoogspanningsmasten en de lokale vegetatie. 
Kudzu kwam de VS binnen vanuit Japan en werd officieel geïntroduceerd op de Centennial Exposition in Philadelphia (1876). Toen het zuiden van de VS in de jaren 1934-35 werd getroffen door de "Great Dustbowl", de grote zandverstuivingen, kwam men op het idee kudzu aan te planten om de aarde vast te houden. Dit werd ook jaar op jaar gepropageerd door de Soil Conservation Service, zelfs toen de verstuivingen allang waren gestopt. Zo werd kudzu over het zuiden verspreid tot het een onuitroeibare plaag was geworden.

De plant is moeilijk te bestrijden omdat ze met wortel en tak moet worden uitgeroeid. Een van de bestrijdingsmethoden die in juli 2011 aandacht trok van CNN is de bestrijding van kudzu met het injecteren van heliumgas in de grond rond het wortelstelsel. Een uitvinding van een 17-jarige High school scholier Jacob Schindler uit de staat Georgia. In de Verenigde Staten heeft de plant vanwege zijn overwoekeringen de bijnaam "the vine that ate the south" (de plant die het zuiden opat) gekregen.
In de EU staat de soort op de lijst van invasieve soorten die zorgwekkend zijn voor de Unie. De plant mag bijgevolg niet meer ingevoerd worden in de Unie en er niet langer verhandeld worden.

## Naamgeving
De naam Kudzu voor de plant was in gebruik bij mensen in Kudzu (国栖), een gebied in de buurt van het huidige Yoshino in de prefectuur Nara. Onbekend is of de naam van de plant is afgeleid van de naam van de bewoners of dat de naam van de bewoners is afgeleid van de naam van de plant. De naam kudzu verscheen voor het eerst in Kojiki en Nihonshoki voor een soort klimplant (国栖).

## Gebruik

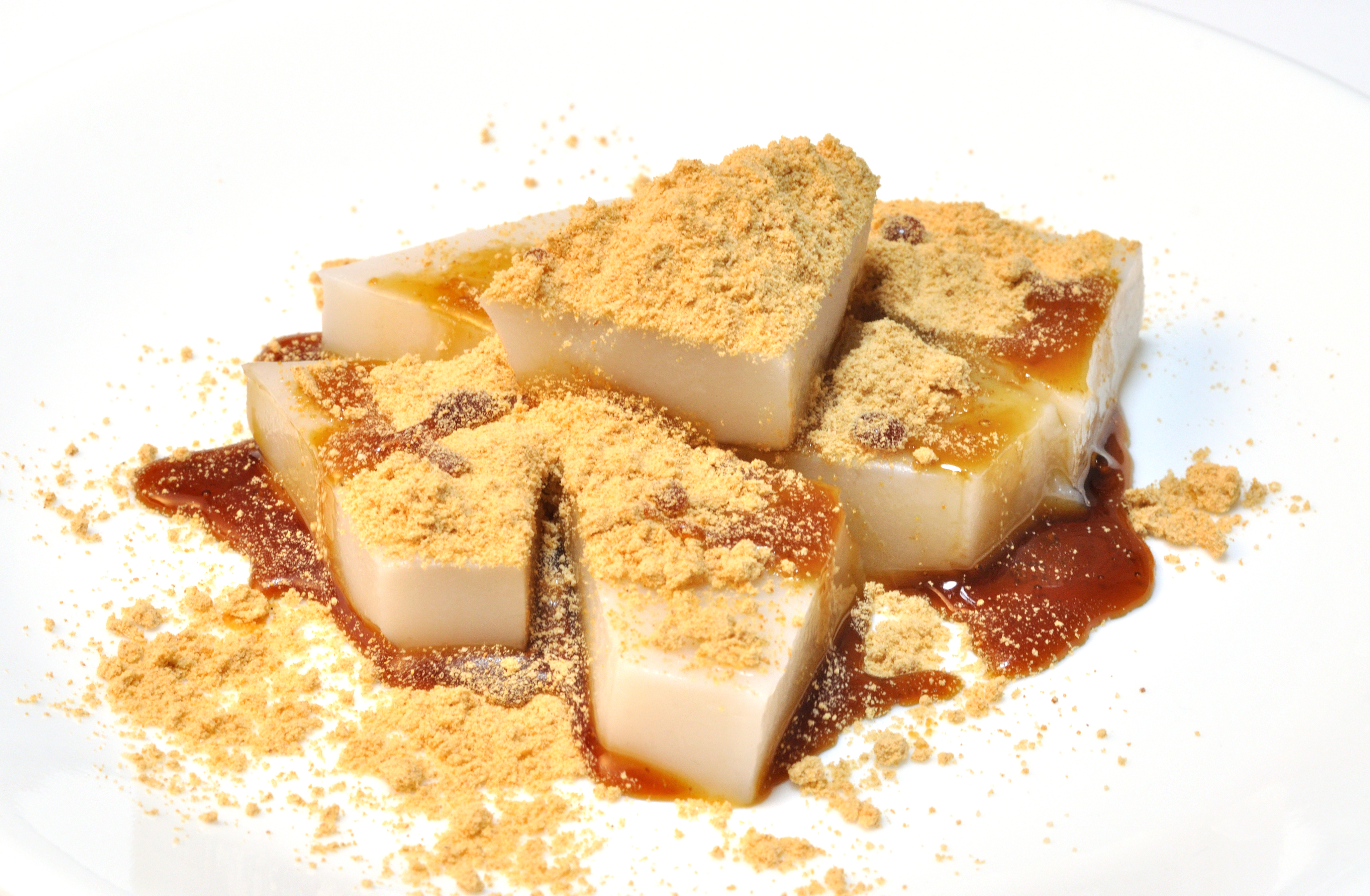
Kuzumochi met een topping van kuromitsu en kinako

### Culinair gebruik
De niet-houtige delen van de plant zijn eetbaar. De jonge bladeren kunnen worden gebruikt voor salades of worden gekookt als een bladgroente. De bloemen kunnen worden gebakken. De zetmeelrijke wortelknollen kunnen op dezelfde manier als aardappels worden bereid.
De zetmeelrijke wortels worden vermalen tot een fijn poeder en gebruikt in de Japanse keuken voor verschillende soorten wagashi (Japanse zoetwaren) en kruidenmedicijnen, zoals kuzumochi. Als het poeder aan water wordt toegevoegd en wordt verwarmd, wordt het poeder helder en kan het stijfheid aan voeding geven.
Kudzu wordt al minstens 1300 jaar gebruikt. De prefectuur Kagoshima is de grootste producent van kudzu-producten. Kudzu-wortel is verkrijgbaar bij (chinese) toko's onder de naam 'Fun Got' (uitgesproken als 'van koo').

### Medicinaal gebruik
Op de universiteit van Harvard onderzoekt men de relatie tussen kudzu en de opname van alcohol in het bloed. Voorlopige resultaten lijken aan te tonen dat gebruik van kudzu de opname verbetert, waardoor de drinker sneller dronken wordt. De onderliggende mechanismen zijn nog niet opgehelderd, maar het zou te maken kunnen hebben met zowel alcohol metabolisme en gedragcircuits in de hersenen. Kudzu bevat ook een aantal nuttige flavonoïden zoals daidzeïne (een ontstekingsremmende en antimicrobiële stof), daidzine (een stof die preventief werkt tegen kanker) en genisteïne (een stof die preventief werkt tegen leukemie). Kudzu is ook een unieke bron van puerarine. Stoffen uit de wortel van kudzu kunnen neurotransmitters (als serotonine, GABA en glutamaat) beïnvloeden. Deze stoffen hebben hun nut laten zien bij de behandeling van migraine en clusterhoofdpijn. In de traditionele Chinese geneeskunde wordt kudzu gebruikt voor oorsuizen, draaiduizeligheid en het Wei-syndroom.